# دانيال بلاك تشيشولم
دانيال بلاك تشيشولم هو سياسي كندي، ولد في 2 نوفمبر 1842، وتوفي في 1899. نشط حزبياً في Liberal-Conservative Party ‏. وقد انتخب عضو مجلس العموم الكندي.